# 府中特産品直売所
府中特産品直売所（ふちゅうとくさんぴんちょくばいじょ）は、東京都府中市にある農産物直売所である。
2005年7月開設された。

## 概要
府中市内の農業者が府中市農産物出荷組合が結成し、農産物の生産出荷を行っている。開設にあたっては府中市や東京都が支援を行い、運営はマインズ農業協同組合が行っている。
- 営業時間：13:00～17:00（月・火・木・金）、13:00～16:00（水）
- 郵便番号：183-0056
- 所在地：東京都府中市寿町1-1 旧府中グリーンプラザ分館1階
- 電話番号：080-1221-4298

## 主要販売品目
府中産の農産物等が販売されている。
- 野菜（コマツナ、ワケネギ、トマト、ナス、キュウリ、キャベツ、ホウレンソウ、ダイコン、ネギなど）
- 果実（多摩川ナシ、ブドウ、カキ、スモモ、イチジクなど）
- 米（黒米、白米）
- 花き（切り花、鉢物など）
- その他（蜂蜜、黒米うどんなど）

## 公共交通でのアクセス
- 府中駅西口下車徒歩約1分。